# Provincia de Østfold
Østfold (['œstfɔl]ⓘ) es una provincia (fylke) del sudeste de Noruega. Tiene fronteras con la provincia Akershus y con Suecia al nordeste.
Se encuentra ubicado en las riberas del fiordo de Oslo.También  Está constituida por una región ondulada por colinas (240-300 m de altitud), cubierta de espesos bosques por el norte y por el este. Cuenta con astilleros navales, industrias químicas, de galletas, madereras y de papel. Así mismo es una región turística.

## Localidades
- Alshus
- Askim
- Buskogen
- Degernes
- Finnestad
- Fredrikstad/Sarpsborg
- Fuglevik
- Glosli
- Halden
- Hamnås
- Hasle
- Hauge
- Heiås
- Høysand
- Ise
- Isebakke
- Jansberg
- Jelsnes
- Karlshus
- Kirkebygden
- Kirkegrenda
- Larkollen
- Lervik
- Missingmyr
- Moss
- Møvik
- Mysen
- Norderhaug
- Ørje
- Øyenkilen
- Rakkestad
- Ringvoll
- Rød
- Rød
- Rostadneset
- Ryggebyen
- Såstadbråten
- Skiptvet
- Skivika
- Skjærhollen
- Skjeberg
- Skjønhaug
- Slevik
- Slitu
- Spetalen
- Sponvika
- Spydeberg
- Stikkaåsen
- Svinndal
- Tomb
- Tomter
- Trolldalen
- Trømborg
- Utgård
- Våk

## Municipios
El condado de Østfold está integrado por 18 municipios (kommuner, en noruego) a nivel local:
| Número (ISO 3166-2:NO) | Nombre      | Centro administrativo | Población | Área (km²) | Mapa | Escudo | Mapa |
| ---------------------- | ----------- | --------------------- | --------- | ---------- | ---- | ------ | ---- |
| 0101                   | Halden      | Halden                | 28 092    | 642.34     |      |        |      |
| 0104                   | Moss        | Moss                  | 29 073    | 63.48      |      |        |      |
| 0105                   | Sarpsborg   | Sarpsborg             | 51 053    | 405.61     |      |        |      |
| 0106                   | Fredrikstad | Fredrikstad           | 71 976    | 288.11     |      |        |      |
| 0111                   | Hvaler      | Skjærhalden           | 3961      | 89.54      |      |        |      |
| 0118                   | Aremark     | Fosby                 | 1429      | 318.93     |      |        |      |
| 0119                   | Marker      | Ørje                  | 3463      | 412.91     |      |        |      |
| 0121                   | Rømskog     | Rømskog               | 649       | 183.13     |      |        |      |
| 0122                   | Trøgstad    | Skjønhaug             | 5039      | 204.49     |      |        |      |
| 0123                   | Spydeberg   | Spydeberg             | 5073      | 141.99     |      |        |      |
| 0124                   | Askim       | Askim                 | 14 472    | 69.14      |      |        |      |
| 0125                   | Eidsberg    | Mysen                 | 10 509    | 235.91     |      |        |      |
| 0127                   | Skiptvet    | Meieribyen            | 3525      | 101.20     |      |        |      |
| 0128                   | Rakkestad   | Rakkestad             | 7515      | 434.71     |      |        |      |
| 0135                   | Råde        | Karlshus              | 6825      | 118.57     |      |        |      |
| 0136                   | Rygge       | Rygge                 | 13 914    | 74.14      |      |        |      |
| 0137                   | Våler       | Kirkebygden           | 4268      | 256.96     |      |        |      |
| 0138                   | Hobøl       | Elvestad              | 4622      | 140.39     |      |        |      |